# Lomsjön (Sexdrega socken, Västergötland)
Lomsjön är en sjö i Svenljunga kommun i Västergötland och ingår i Viskans huvudavrinningsområde.